# Lidia De Grada
Lidia De Grada, nota anche con lo pseudonimo di Lydia (San Geminiano, 28 marzo 1920 – Milano, 11 luglio 2005), è stata una politica, insegnante e giornalista italiana.

## Biografia
Lidia De Grada nasce il 28 marzo 1920 a San Gemignano. Il padre, Raffaele, fu un famoso pittore paesaggista; la madre, Magda Ceccarelli, maestra elementare e scrittrice. Lidia è la loro seconda figlia: prima di lei, nel 1916, nacque il fratello Raffaele.
I genitori, convintamente antifascisti, non la iscrivono all’organizzazione fascista piccole Italiana, non frequenta e non possiede la divisa del movimento giovanile obbligatorio sotto il regime fascista. 
Nel 1929, dopo aver vissuto nelle colline fiorentine presso la villa Giramonte, Lidia si trasferisce a Milano con la sua famiglia e per onorare la tradizione di famiglia nelle scuole superiori si iscrive al liceo artistico a Milano, prosegue gli studi all’Accademia di Brera e in seguito insegna storia dell’arte nelle scuole superiori.
Durante questi anni conosce varie personalità legate all’antifascismo: tra queste Ernesto Treccani, giovane pittore, originario di una famiglia di industriali del cotone di vedute progressiste. Il padre di Ernesto, Giovanni, un mecenate, fu il fondatore della celebre Enciclopedia Treccani. Il 27 novembre 1943 Lidia ed Ernesto si sposano a Macugnaga.
Lidia, muore nel 2005. La sua salma si trova presso il cimitero monumentale di Milano.

## Funzionaria di partito
Nel 1945, al termine della guerra, Lidia si iscrive al Partito Comunista Italiano ed entra nella delegazione nazionale dell'Unione Donne Italiane come delegata milanese. Scrive articoli per la rivista Noi Donne e si occupa della diffusione del giornale. Si impegna nella lotta per istituire una rete di servizi sociali: nidi per la primissima infanzia, scuole materne, elementari, medie e superiori.
Nel 1950 partecipa a un corso di formazione politica di cinque mesi organizzato dal PCI. Al termine è responsabile dell'Associazione Pionieri Italiani. Nel progetto dell'associazione e del giornale Pioniere, oltre a Lidia, collaborarono importanti intellettuali italiani come Gianni Rodari. Carlo Pagliarini, Ada Gobetti, Rita Thermes, Flora Capponi, Natalia Attardi Donini, Alfredo Zennaro e altri.
Nell'associazione, Lidia lavora a stretto contatto con Gianni Rodari e con Enrico Berlinguer. La finalità era educare i ragazzi ai principi della Costituzione italiana.

## Cariche politiche ricoperte
Lidia, con le elezioni comunali del 1957 e nel 1960, entra nel consiglio comunale di Milano. Nel 1964 viene eletta nel consiglio provinciale di Milano. Nel 1970 viene eletta consigliere comunale di Rozzano e nominata assessore alla scuola e ai servizi sociali. Svolgerà questo incarico per tredici anni consecutivi.

## Giornale dei genitori e fondazione
- Negli anni '60 entra a far parte della redazione, principalmente per i suoi interessi pedagogici, del giornale diretto da Gianni Rodari e Ada Gobetti chiamato Giornale dei Genitori, mensile dedicato al rapporto tra genitori e figli, dove collaborerà per 20 anni.[4]
- Nel 1978 insieme al marito Ernesto Treccani e con la partecipazione di artisti e intellettuali come Raffaele De Grada, Vittorio Sereni, Alberto Lattuada, Mario Spinella e Fulvio Papi viene fondata a Milano la Fondazione Corrente con lo scopo di incrementare lo studio del periodo di rinnovamento culturale. A fine anni '90, Lidia fu nominata Vice Presidente della Fondazione.[5][6][7]

## Opere
- Lidia De Grada Treccani. La signora compagna Teti Editore 1994[8]
- Lidia De Grada Treccani. Anagrafe delle Biblioteche Italiane. Fondi speciali.[9]
- Lidia De Grada Treccani. Memoria pubblicata nel 1992. Archivio Diaristico Nazionale[3]
- Lidia De Grada Treccani. Noi Donne. Ottobre 2005.[10]
- Lidia De Grada Treccani. Unione Femminile Nazionale. Bibliioteca[11]